# Sandra Sully
Sandra Sully, född 1964 i Brisbane i Queensland i Australien, är en journalist som sedan 1991 är anställd hos Network Ten där hon leder nyhetssändningen Sydney’s Ten News at Five. Hon är sedan 2011 gift med Symon Brewis-Weston.